# Enskär, Gustavs
För andra betydelser, se Enskär.
Enskär, finska: Isokari, är en ö i Finland, cirka 24 kilometer (cirka 13 sjömil) sydväst om Nystad. På ön finns en fyr och en lotsstation. Fyr- och lotssamhället avspeglar väl det sätt på vilket man byggde infrastruktur för sjöfarten på 1800-talet.
Enskär ligger inne i Bottenhavets nationalpark i Gustavs kommun i Skärgårdshavet i landskapet Egentliga Finland, i den sydvästra delen av landet, 220 km väster om huvudstaden Helsingfors. 
Arean är 1,72 kvadratkilometer och ön är som längst 2,5 kilometer i nord-sydlig riktning. Den höjer sig omkring 10 meter över havsytan.

## Bebyggelse
Bebyggelsen består av fyrvaktarnas gårdstun och en lotsby. Fyren och den egentliga hamnen finns i lotsbyn. Bebyggelsen består av dussintalet bostadshus, varav sju är från 1800-talet. Den äldsta lotsstugan är byggd 1857 och den hör till de bäst bevarade i Skärgårdshavet. Den nya lotsstationen är byggd 1865 och passar enligt Museiverket naturligt in i byggnadsbeståndet. Fyrvaktarnas bostäder har ritats på Intendentskontoret (C.L. Engel, A.W. Arppe).
Det mesta av bymiljöns byggnadsbestånd ägs av lotsarnas efterkommande. Båtskjulen har byggts på gammalt vis, med reparationer och tillbyggen enligt behov.
På strandklipporna kan man se ristningar med vilka lotsarna markerat vattenståndet.

## Fyren

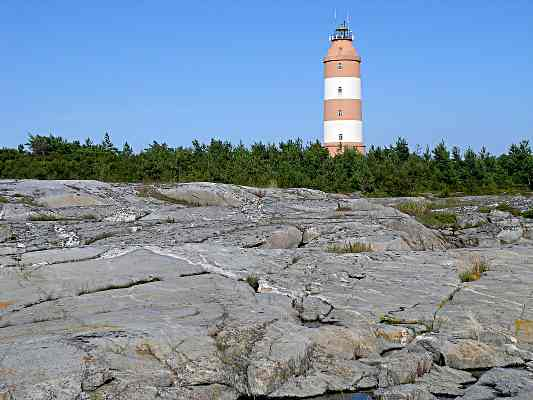
Enskärs fyr.

Beslutet att bygga en fyr fattades efter år 1809, för en sjöled mellan Österbotten och egentliga Östersjön som inte skulle gå via svenska vatten.
Enskärs fyr ritades av lotsmajor Gustaf Brodd som sannolikt tog modell av den ryska fyren Tolbuhin som låg utanför Kronstadt. Carl Ludvig Engel reviderade ritningarna. Fyrens byggarbete aktionerades år 1830. Kyrkobyggaren Pychlau vann tävlingen och fyren byggdes  1831–1836. Den tändes när man mätt och märkt ut den nya farleden 1838. Fyrens ursprungliga färg var gul, och förutom den nuvarande rödvita färgen har fyren också varit svartvit.
Också andra byggnader uppfördes i samband med fyren i början av 1800-talet.
År 1889 revs fyrens lanternin som var gjort av trä, och istället byggdes den nuvarande lanterninen. Sin nuvarande utformning fick fyren på 1890-talet, då den också gjordes sex meter högre. Fyren elektrifierades år 1952. Då användes den lins som tillverkats 1872 i Paris och tidigare funnits i Marjaniemi fyr på Karlö.
Fyren är sylinderformad och betongklädd och den är målad med röda och vita vågräta band. Numera är fyren automatiserad.

## Klimat
Klimatet i området är tempererat. Årsmedeltemperaturen i trakten är 6 °C. Den varmaste månaden är augusti, då medeltemperaturen är 16 °C, och den kallaste är februari, med −2 °C.